# ОШ „13. октобар” Ћуприја
ОШ „13. октобар” у Ћуприји је једна од установа основног образовања на територији општине Ћуприја.
Школа је основана 1965. године. Име је добила по датуму када је град ослобођен у Другом светском рату. Интересантно је то да је ова установа од 1991. године укључена у рад мреже здравих школа, по угледу на светску здравствену организацију.
Данас је школа модерно опремљен објекат који има фискултурну салу, два терена за мали фудбал од којих је један са вештачком травом, терен за рукомет, а од недавно је у изградњи и тениски терен.
Школа обухвата и четири подручна одељења у селу Сењу, Вирину, Супској и Мијатовцу. Укупно је похађа 970 ученика.